# Forest Park (Ohio)
Pour les articles homonymes, voir Forest Park.
Forest Park est une ville du Comté de Hamilton, dans l’État de l’Ohio. C'est une banlieue de Cincinnati. Lors du recensement de 2010, sa population s’élevait à 18 720 habitants. Sa superficie totale est de 16,78 km2.